# Safa Haeri
Safa Haeri (* ca. 1937; † 25. Oktober 2016 in Paris) war ein aus dem Iran stammender französischer Journalist.
Haeri stellte die erste unabhängige und private iranische Internet-Nachrichtenagentur bereit, den Iran Press Service. Die Agentur deckt die meisten internationalen Ereignisse aus den 1960er und 1970er, einschließlich des Vietnam-Kriegs, die Arabisch-Israelischen Kriege ab, wie seitdem auch die aktuellen Ereignisse. Der Schwerpunkt der Themen liegt, mit den Veränderungen durch die Islamische Revolution, in Iran. Die Nachrichtenagentur arbeitet unter anderem für Agence France-Presse sowie die Zeitung The Independent aus London sowie L’Express in Paris.